# HMS Neptune (1909)
«Нептун» (англ. HMS Neptune) — британский линейный корабль-дредноут. Седьмой британский корабль, названный в честь древнеримского бога Нептуна.
Конструкция «Нептуна» представляла дальнейшее развитие проекта «Сент-Винсент». «Нептун» стал первым линкором британского флота с отличным от «Дредноута» расположением орудий главного калибра. Корабль получил на вооружение 50-калиберные 305-мм орудия главного калибра в двухорудийных башнях. Бортовые башни были расположены диагонально, а кормовые впервые в британском флоте расположили по линейно-возвышенной схеме. Это позволяло при незначительном увеличении длины корпуса линкора вести бортовой огонь из всех десяти орудий. Изменили и местоположение противоминной артиллерии, перенеся орудия с крыш башен главного калибра в надстройки. Недостатками линкора считались малая толщина главного броневого пояса — 254 мм — и недостаточная живучесть стволов 50-калиберных орудий главного калибра. Дальнейшим развитием «Нептуна» стали два линейных корабля типа «Колоссус».
Во время Первой мировой войны «Нептун» использовался малоинтенсивно. Участвовал в Ютландском сражении, находясь в середине боевой линии. Предположительно добился нескольких попаданий в германский линейный крейсер «Лютцов». После войны был выведен в резерв и в 1922 году продан для разделки на металл.

## История проектирования
Программа 1908 бюджетного года предусматривала постройку одного линкора и одного линейного крейсера. Проект линкора получил шифр К-2. Основным отличием будущего корабля от «Сент-Винсента» стала другая схема расположения башен главного калибра (ГК).
В 1907 году были заложены американские линкоры типа «Делавэр» и бразильские «Минас Жерайс» с бортовым залпом из десяти 305-мм орудий. Британские линкоры имели в бортовом залпе лишь восемь орудий, поэтому на следующем линкоре британские кораблестроители попытались разместить орудия более оптимально. Комитет по кораблестроению рассмотрел несколько вариантов расположения башен. Их попытались разместить таким образом, чтобы все десять орудий могли стрелять на один борт.
Для уменьшения длины корпуса кормовую группу башен расположили по линейно-возвышенной схеме. Впервые в британском флоте четвёртая башня была размещена над пятой, что теоретически давало ей возможность вести огонь в кормовом секторе. От линейно-возвышенного размещения носовых башен отказались, посчитав, что это излишне утяжелит нос и приведёт к ухудшению мореходности. Центральную пару размещённых побортно башен поставили диагонально — правая была смещена в корму по отношению к левой, как на линейных крейсерах типа «Инвинсибл». При расположении башен таким способом новый линкор получал бортовой залп из десяти орудий при умеренном росте длины корпуса. Кроме этого, уменьшили количество противоминных орудий и изменили их расположение. Также была немного увеличена толщина пояса в оконечностях и забронированы дымоходы.
По настоянию Фишера, постройка «Нептуна» была окутана покровом секретности. Пресса приписывала «Нептуну» невероятные характеристики. Так, «Дейли телеграф» утверждала, что новый корабль получит 343-мм орудия, не будет иметь труб, а двигателем для него послужит газотурбинная силовая установка.

## Конструкция

### Корпус
| Статьи проектной весовой нагрузки | Статьи проектной весовой нагрузки | Статьи проектной весовой нагрузки | Статьи проектной весовой нагрузки | Статьи проектной весовой нагрузки |
|                                   | Длинные тонны                     | Длинные тонны                     | Метрические тонны                 | Метрические тонны                 |
| Водоизмещение                     | нормальное                        | полное                            | нормальное                        | полное                            |
| --------------------------------- | --------------------------------- | --------------------------------- | --------------------------------- | --------------------------------- |
| Корпус                            | 6750                              | 6750                              | 6858                              | 6858                              |
| Бронирование                      | 5706                              | 5706                              | 5797                              | 5797                              |
| Вооружение                        | 3569                              | 3624                              | 3626                              | 3682                              |
| Силовая установка                 | 2131                              | 2370                              | 2165                              | 2408                              |
| Уголь                             | 900                               | 2090                              | 914                               | 2123                              |
| Основное оборудование             | 690                               | 831                               | 701                               | 844                               |
| Нефть                             | —                                 | 792                               | —                                 | 805                               |
| Запасы                            | 60                                | 60                                | 61                                | 61                                |
| Запас водоизмещения               | 100                               | 100                               | 102                               | 102                               |
| ИТОГО                             | 19 906                            | 22 323                            | 20 224                            | 22 680                            |

«Нептун» имел корпус с развитым полубаком и форштевнем таранной формы. Длина корпуса между перпендикулярами 155,45 м, по ватерлинии — 164,9. Ширина 25,91 м. Осадка в полном грузу носом 7,32 м, кормой — 8,55 м. По сравнению с «Сент-Винсентом» длину корпуса пришлось увеличить на 3 метра, а ширину — на 0,3. Полное водоизмещение при этом выросло на 650 тонн. Нормальное водоизмещение составило 19 680 длинных тонн (19 996 метрических), полное — 23 123 длинные тонны (23 494 метрические). Надстройка получилась более развитой — из носовой, центральной и кормовой частей, соединённых сверху навесной палубой. Грот-мачта по сравнению с предыдущим типом была сдвинута дальше в корму.
Корпус выполнялся из «мягкой» судостроительной стали. Система набора корпуса продольно-поперечная. Днище и передняя палуба имели продольную систему набора из днищевых и бортовых стрингеров и продольных палубных бимсов. Борта и остальные палубы выполнялись по поперечной схеме с набором из шпангоутов и бимсов с передачей нагрузки на продольные переборки. Детали связи в виде двойных и одинарных стальных листов соединялись между собой клёпкой. Максимальная толщина стальных листов достигала 13 мм. Соединение проводилось либо внахлёст, либо встык с подкреплением с одной или двух сторон уголками и рёбрами жёсткости.
Основной частью силового набора являлся наборной вертикальный киль, проходящий от форштевня до ахтерштевня. Форштевень и ахтерштевень были составными и изготовлялись методом литья. Между бортовыми переборками и внешней обшивкой располагались угольные ямы. Для снижения бортовой качки применялись скуловые кили, проходившие от центра носовой орудийной башни «А» до центра концевой кормовой башни «Y».
В состав спасательных средств входили два 50-футовых (15,25 м) паровых катера, один 42-футовый (12,81 м) парусный баркас, один 36-футовый (10,98 м) парусный полубаркас, три 32-футовых (9,76 м) спасательных катера, три 27-футовых (8,24 м) вельбота, одна 30-футовая (9,15 м) гичка, один 16-футовый (4,88 м) ял и один 13,5-футовый (4,11 м) бальзовый плот.
Корабль оснащался двумя бесштоковыми становыми якорями «адмиралтейского» типа массой по 6605 кг, одним таким же запасным и одним кормовым 2133,9-килограммовым якорем.
В качестве радиотехнического оборудования использовались радиостанции типов «Mk.I», «Mk.II» и радиостанция короткого радиуса действия типа «9».
Каюты офицеров снова вернули в корму, а матросские кубрики разместили в носовой части. По штату в 1910 году экипаж корабля состоял из 756 человек, в 1913—759, а в 1914—813.

### Вооружение
Основным вооружением «Нептуна» были десять 305-мм 50-калиберных орудий Mk.XI в пяти башенных установках Mk.XI. Носовая башня «А» была расположена на полубаке. Бортовые башни размещались эшелонированно — правая ближе к корме. Кормовая группа башен была размещена линейно-возвышенно — башня X была расположена над кормовой башней Y.

Схема размещения орудий ГК

50-калиберное орудие Mk.XI имело ствол, скреплённый проволокой, и картузное заряжание с поршневым затвором системы Велина. Максимальный угол возвышения орудий — 15°. Заряжание производилось при постоянном угле возвышения 5°. Максимальный боезапас составлял по 100 выстрелов на орудие. В мирное время общий боекомплект состоял из 800 снарядов (бронебойных, полубронебойных, фугасных) для 305-мм орудий, по 80 снарядов на ствол: 20 бронебойных, 40 полубронебойных, 20 фугасных. Первые два типа снарядов были начинены чёрным порохом. Фугасные снаряды были снаряжены пикриновой кислотой (лиддитом). В военное время количество снарядов возрастало до 1000 штук.
Противоминная батарея состояла из 102-мм 50-калиберных орудий BL Mark VII в установках Mk.II. Боезапас — по 150 снарядов на ствол. По сравнению с предыдущим типом количество орудий было уменьшено с 20 до 16. Расположение противоминных орудий также было изменено. От размещения на крышах башен ГК отказались, разместив их в надстройке в трёх плутонгах. Максимальный угол возвышения орудий — 15°. Орудия стреляли снарядами весом 14,1 кг с начальной скоростью 873 м/с на дальность до 58 кабельтовых (около 11 000 м). Общий боекомплект 102-мм орудий составлял 2400 выстрелов четырёх типов: бронебойных, полубронебойных, фугасных и шрапнели. Первые три типа снаряжались лиддитом.
По проекту в состав вооружения также входили одна 76-мм пушка, четыре 47-мм салютные пушки и пять пулемётов Максима с боезапасом на 5000 патронов. В 1916 году, на второй год войны, в состав вооружения были добавлены две 76-мм зенитные пушки, а в 1917 году — одна 102-мм зенитная пушка. При этом количество противоминных 102-мм орудий было уменьшено до 12 за счёт демонтажа орудий с верхней платформы и нижнего каземата кормовой надстройки.
| Орудие                                 | 12″/50 Mark XI              | 4″/50 BL Mark VII | 4″/50 BL Mark VII | 3″/45 20cwt QF HA Mark I | 47-мм Гочкиса |
| -------------------------------------- | --------------------------- | ----------------- | ----------------- | ------------------------ | ------------- |
| Год разработки                         | 1906                        | 1904              | 1904              | 1910                     | 1885          |
| Калибр, мм                             | 305                         | 102               | 102               | 76                       | 47            |
| Длина ствола, калибров                 | 50                          | 50                | 50                | 45                       | 40            |
| Масса орудия, кг                       | 67 770                      | 2126              | 2126              | 1020                     | 240           |
| Скорострельность, выстр./мин           | 1,5                         | 6—8               | 6—8               | 12—14                    | 20            |
| Установка                              | BXI                         | PII               | HA Mark II        | ?                        | ?             |
| Углы склонения/возвышения              | −3°/+15°                    | −7°/+15°          | −10°/+60°         | −10°/+90°                | /+60°?        |
| Тип заряжания                          | картузное                   | картузное         | картузное         | унитарное                | унитарное     |
| Тип снаряда                            | бронебойный Mark VIa (4crh) | полубронебойный   | шрапнельный?      |                          | фугасный      |
| Вес снаряда, кг                        | 389,8                       | 14,06             | 14,06             | 5,67                     | 1,5           |
| Вес и тип метательного заряда          | 139,25 кг MD45              | 4,3 кг MD16       | 2,7 кг MD8        | 0,96 кг MD               | 0,24 кг MD    |
| Начальная скорость, м/с                | 869                         | 873               | 732               | 762                      | 574           |
| Максимальная дальность, м              | 19 380                      | 12 660            |                   |                          |               |
| Досягаемость по высоте максимальная, м | —                           | —                 | ?                 | 11 340                   | 3000          |
| Эффективная, м                         | —                           | —                 | ?                 | 7160                     | 1100          |

Минно-торпедное вооружение состояло из трёх 457-мм торпедных аппаратов — кормового и двух бортовых, с общим боезапасом 18 торпед.
Линейный корабль был оснащён шестью дальномерами фирмы «Бар и Струд» с базой 9 футов (2,74 метра). Для централизованного управления огнём главного калибра впервые был установлен командно-дальномерный пост (КДП), разработанный Перси Скотом. КДП размещался на площадке под фор-марсом. Разработку Перси Скота подвергли длительным испытаниям. Поначалу она не оправдывала возлагавшихся на неё надежд, однако её усовершенствованный вариант в 1912 году успешно прошёл испытания на линкоре «Тандерер», после чего серийно производился фирмой «Виккерс» и ставился на все британские линкоры. КДП оснащался собственным дальномером. Также управление огнём можно было осуществлять индивидуально из каждой башни.
Командно-дальномерный пост (КДП) представлял собой установленный на марсе фок-мачты пост, зашитый со всех сторон стальными листами. Он был предназначен для определения исходных данных для наведения орудий главного калибра на цель при ведении огня с центральной наводкой. Дальномеры давали определённую погрешность по дальности, поэтому основным способом ведения огня на то время была стрельба с корректировкой по всплескам собственных снарядов. Артиллерийский офицер выдавал предварительные углы наведения на цель (вертикальный и горизонтальный), визируя цель и получая данные по дальности от дальномерщика. После первого выстрела он наблюдал всплеск от снаряда и корректировал углы наведения орудия, добиваясь попадания в цель.
При ведении огня каждой башней по отдельности всплески снарядов смешивались, что затрудняло определение, где какой снаряд упал, и не давало возможности корректировать огонь. Большой проблемой было также то, что и корабль с орудием, и цель были подвижными, поэтому стрелять необходимо было в точку упреждения — место встречи снаряда с целью. На КДП находились дальномер и пост управления стрельбой главного артиллерийского офицера. Дальность, угол визирования цели и его скорость передавались на так называемый «столик Дрейера» — механический аналог компьютера, который вырабатывал поправочные углы вертикального и горизонтального наведения. Артиллерийский офицер на приборах, расположенных на его рабочем месте, задавал на шкалах нужные цифры углов горизонтального и вертикального наведения. Электрический сигнал от этих приборов передавался в башни на такие же приборы. У наводчика в башне на этих приборах были также стрелки текущего угла поворота башни и угла возвышения орудия. Вращая башню и поднимая орудие, наводчик совмещал стрелки, добиваясь необходимого угла возвышения и горизонтальной наводки. При совпадении стрелок замыкалась цепь, и на посту управления огнём раздавался сигнал и зажигалась красная лампа. Офицер нажимал на спуск на механизме, сходном с пистолетным, и производился залп.
К концу Первой мировой войны подобные приборы были созданы фирмой Виккерс и для управления орудия противоминного калибра. Пульт наведения с приборами управления артиллерийской стрельбой находился в отдельной закрытой рубке. Батарея правого и левого борта имела свои индивидуальные приборы управления для возможности ведения раздельного одновременного огня на два борта.
По проекту линкор оснащался восемью парами 24-дюймовых (610-мм) прожекторов. По четыре пары находилось на носовой надстройке и на специальной прожекторной площадке на грот-мачте. В ходе войны состав прожекторов был изменён, и в 1917 году на «Нептуне» стояло уже семь 36-дюймовых (914-мм) прожекторов. Два из них стояли на фок-мачте, три — вокруг второй трубы — и ещё два — на грот-мачте.
В 1918 году на крыше башни «А» установили взлётную платформу для лёгкого колёсного биплана Сопвич «Пап» или Сопвич «Кэмел», выполнявшего функции самолёта-корректировщика или разведчика.

## Бронирование
Вся толстая вертикальная броня изготавливалась из цементированной крупповской брони. Схема бронирования, по сравнению с «Сент-Винсентом», была немного изменена. 254-мм участок пояса заканчивался, немного не доходя до внешней части кормового барбета, а не выходил за него. В носовой оконечности пояс вместо 51-мм имел 64-мм толщину. Вместо бронированной кормовой боевой рубки разместили легкобронированную сигнальную. Дымоходы впервые получили бронирование из 25-мм плит.
Главный броневой пояс в пределах между барбетами носовой и кормовой башен имел толщину 254 мм. Его верхняя часть опиралась на бимсы средней палубы и при нормальной нагрузке поднималась над водой на 0,76 м, а нижняя часть уходила под воду на 1,32 м. Подводная часть пояса уменьшалась до 203 мм. В носовой оконечности пояс имел толщину 178 мм, а в десяти метрах перед форштевнем утончался до 64 мм. В кормовой части до самого ахтерштевня пояс продолжался плитами 64-мм толщины. На протяжении всего 254-мм участка поверх главного пояса шёл верхний 203-мм пояс.
Главные броневые переборки шли под углом от края 254-мм и 203-мм поясов к наружным краям барбетов концевых башен. Главная носовая переборка имела толщину плит 127 мм над главной палубой и 102 мм ниже, а кормовая — 229 и 203 мм. 178-мм участок бронепояса замыкался 102-мм переборкой выше уровня главной палубы и 127-мм ниже её. Внутренние переборки не бронировались.
Как таковой цельной броневой продольной переборки не было. Её функцию выполняли защитные броневые экраны, расположенные по всей длине корпуса между кормовыми и носовыми погребами. В районе погребов носовой башни они имели толщину 25 мм, у погребов средних башен — 76 мм, у кормовых — 51—76 мм. Котельные отделения прикрывались 51-мм экранами, а машинные отделения — 38-мм.
Главная палуба на протяжении между главными броневыми носовой и кормовой переборками зашивалась 32-мм броневыми плитами. Средняя палуба бронировалась между внешними сторонами барбетов крайних башен. И на горизонтальном участке, и на скосах она имела толщину 44 мм. Горизонтальный участок этой палубы шёл в 0,84 м над ватерлинией, а скос совмещался с нижней кромкой главного броневого пояса. Нижняя палуба от носового барбета до форштевня имела толщину 38 мм, а от кормового барбета до ахтерштевня — 76 мм.
Лоб и бока башен главного калибра имели толщину 279 мм, задняя стенка — 203 мм. Наклонная часть крыши имела толщину 102 мм, горизонтальная − 76 мм, пол — 51 мм. Барбеты башен, расположенных в диаметральной плоскости над главной палубой, имели толщину стенок поясом в 229 мм. Под главной палубой их толщина составляла 127 мм. Барбеты бортовых башен над главной палубой имели толщину 254 мм.
Носовая боевая рубка спереди и по бокам имела толщину стенок 279 мм, а со стороны кормы — 203 мм. Её крыша имела толщину 76 мм, а пол — 51 мм. Коммуникационная труба защищалась 127-мм плитами в верхней части и 76-мм в нижней. Кормовой боевой рубки не было. Носовая сигнальная рубка располагалась позади боевой и имела 76-мм стенки и 51-мм крышу. Кормовая сигнальная рубка располагалась позади грот-мачты и зашивалась 38-мм плитами.
Дымоходы на уровне между средней и верхней палубами защищались 25-мм бронёй.

## Силовая установка
Силовая установка в основном повторяла таковую на «Сент-Винсенте», однако была мощнее её на 500 л. с.. Кроме того, проектанты отказались от установки специальных турбин крейсерского хода как от не оправдавших себя. Также была увеличена мощность турбин заднего хода.
Линкор оснащался четырьмя трёхлопастными винтами из легированной марганцовистой бронзы с прямым приводом от двух комплектов турбин Парсонса. Машинное отделение было разделено продольной переборкой на два отсека, в каждом из которых находился один комплект турбин. В комплект турбин входили турбины высокого и низкого давления переднего хода и турбины высокого и низкого давления заднего хода. Турбины заднего и переднего хода находились на одном валу, который напрямую соединялся с винтом. Переключение с заднего хода на передний осуществлялось посредством маневрового клапана. С его помощью пар подавался либо на турбину переднего, либо на турбину заднего хода, задавая тем самым направление вращения винта и движения корабля.
Пар из котлов сначала подавался на турбины высокого давления, вращавшие внешние валы, а потом на турбины низкого давления. Турбины высокого давления имели диаметр ротора 2,08 м, а низкого — 2,77 м. Общая длина машинных отделений — 19,51 м. Все гребные валы при переднем ходе вращались наружу. Проектная мощность составляла 25 000 л. с. на валах, что должно было обеспечивать проектную скорость в 21 узел.
Как и на предыдущих типах линкоров, снарядные и зарядные погреба, нагревавшиеся из-за близости к котельным отделениям, имели свою систему охлаждения. Система вентиляции погребов «Нептуна» была улучшена по опыту эксплуатации предыдущих типов линкоров.
Помимо системы естественной вентиляции, «Нептун» был оснащён и системой принудительной вентиляции. Вентиляторами с электрическим приводом воздух через воздуховоды из стали толщиной 0,7—1,5 мм подавался в снарядные и зарядные погреба, отделения торпедных аппаратов, угольные ямы, склады стрелкового оружия, а также склады хранения электролитов, кислот и лакокрасочных материалов. Также для принудительного нагнетания воздуха в машинные и котельные отделения служили вентиляторы с диаметром рабочего колеса в 1,27 м. Восемь вентиляторов с производительностью в 240 000 м³/час обслуживали котельные отделения, и четыре с производительностью в 100 000 м³/ час — машинные. Вентиляторами оснащались также отсеки главных паровых конденсаторов и вспомогательных механизмов.
Для снабжения корабля электроэнергией напряжением 200 В служили четыре динамо-машины общей мощностью 400 кВт. Две из них приводились во вращение паровыми, а две — дизельными двигателями. Энергия подавалась на центральный распределительный щит, откуда поступала потребителям: электродвигателям механизмов орудий главного калибра, вентиляторам, множеству насосов, станкам в механических мастерских и полутора тысячам электроламп мощностью от 15 до 50 Вт.
18 паровых котлов типа Ярроу располагались тремя группами в двух котельных отсеках. Носовое отделение имело длину 15,85 м, а кормовое — 15,84 м. Котлы имели смешанное угольно-нефтяное отопление и выдавали пар давлением 16,54 атм. Каждый котёл помимо основного угольного отопления имел три форсунки для впрыска нефти производительностью 453,6 кг нефти в час. Суммарная площадь нагрева составляла 5911 м². Запас угля составлял 900 дл. т при нормальной нагрузке и 2710 — при полной. Полный запас нефти составлял 790 дл. т. Расход угля на экономическом ходу составлял 113 тонн в час при мощности 2350 л. с. Расчётная дальность экономическим 10-узловым ходом 4500 миль на угле и 6620 — при использовании нефти. Фактически дальность составила 6330 миль против 6900 у «Сент-Винсента».

## Модификации
В 1911—1912 годах корректировочный пост на топе фок-мачты был заужен в передней части, на каждую дымовую трубу нанесли опознавательные марки — по одной узкой белой полосе.
В 1912—1913 годах ходовой мостик был надстроен в передней части. Для уменьшения задымления мостика высота передней дымовой трубы была уменьшена на 2 метра.
В октябре 1913 года для верхних 102-мм орудий на носовой надстройке сделали каземат, а чуть позже носовые орудия получили защитные щиты. Изменили расположение прожекторов. С мостика были сняты все прожектора. Над мостиком были установлены три специальные платформы, на которых расположили по паре прожекторов. С площадки на грот-мачте сняли две передние пары прожекторов.
В 1914 году, с началом войны, с труб убрали опознавательные марки. В 1914—1915 годах верхняя пара 102-мм орудий в центральном плутонге была прикрыта навесной палубой, а на квартердеке установлены 76-мм зенитные орудия. Носовую часть навесной палубы демонтировали, опасаясь, что при стрельбе она разрушится. Несколько удлинили грузовую стрелу перед кормовой трубой, а позади носовой расположили ещё одну. На грот-мачте были смонтированы дополнительные платформы для прожекторов и переместили на них часть прожекторов. Убрали брам-стеньги и грот-марс. На корпусе нанесли элементы камуфляжа — тёмно-серую полосу в центральной части.
В 1915—1916 годах были сняты противоторпедные сети и убраны элементы камуфляжа. В апреле 1917 года с линкора сняли центральную и нижнюю группы 102-мм орудий. В это же время по документам были установлены зенитные 76-мм и 102-мм орудия, но это не подтверждается фотографиями. После Ютландского сражения дополнительно настелили 50 тонн брони. Фор-марс срезали до основания, а на грот-мачте установили короткую радиоантенну. Нижнюю площадку на фок-мачте на уровне салинга заменили короткими сигнальными стойками с длинными, выдающимися вперёд откосами. Также в 1917 году на трубу был установлен дымоотводный козырёк.
В 1917—1918 годах расширили носовой корректировочный пост, а кормовой сняли из-за постоянного задымления. На орудийных башнях «А» и «Y» для ведения совместной стрельбы нанесли шкалы горизонтальной наводки. Был снят кормовой торпедный аппарат. Все пары 610-мм прожекторов заменили более совершенными 914-мм прожекторами. На кормовой трубе по бокам были смонтированы разнесённые по уровням прожекторные площадки.
В 1918 году на носовом корректировочном посту установили артиллерийские циферблаты. С носовой трубы сняли прожектора и их площадки. На грот-мачте сняли прожекторные площадки, заменив их башнеподобными укрытыми площадками. На носовой башне ГК была смонтирована площадка для запуска колёсного самолёта. Сняли фор-стеньгу, закрывавшую вид дальномеру. Стойку радиоантенны на грот-мачте заменили короткой стеньгой и убрали грузовые стрелы за кормовой трубой.
В 1919 году сняли козырёк с носовой трубы и восстановили носовую часть навесной шлюпочной палубы, убранной в начале войны.

## Эксплуатация
| Командиры корабля           | Командиры корабля                                                     |
| Дата вступления в должность | Командир                                                              |
| --------------------------- | --------------------------------------------------------------------- |
| 3 января 1911               | кэптен Чарльз Мартин де Барталоме (англ. Charles Martin-de-Bartolomé) |
| 5 декабря 1911              | кэптен Алан Эверет (англ. Allan F. Everett)                           |
| 9 мая 1913                  | кэптен Роберт Лоусон (англ. Robert N. Lawson)                         |
| 10 March, 1914              | кэптен Ален Хант (англ. Allen T. Hunt)                                |
| 18 December, 1914           | кэптен Томас Шепард (англ. Thomas D. L. Sheppard)                     |
| 11 February, 1916           | кэптен Вивиан Бернард (англ. Vivian H. G. Bernard)                    |
| 15 October, 1917            | кэптен Вильям Слэйтер(англ. William F. Slayter)                       |
| 15 October, 1918            | кэптен Джон Сегрэйв (англ. John R. Segrave)                           |
| 10 January, 1919            | кэптен Герберт Адам(англ. Herbert A. Adam)                            |
| 8 августа 1920              | кэптен Реджинальд Пэрри (англ. Reginald St. P. Parry)                 |

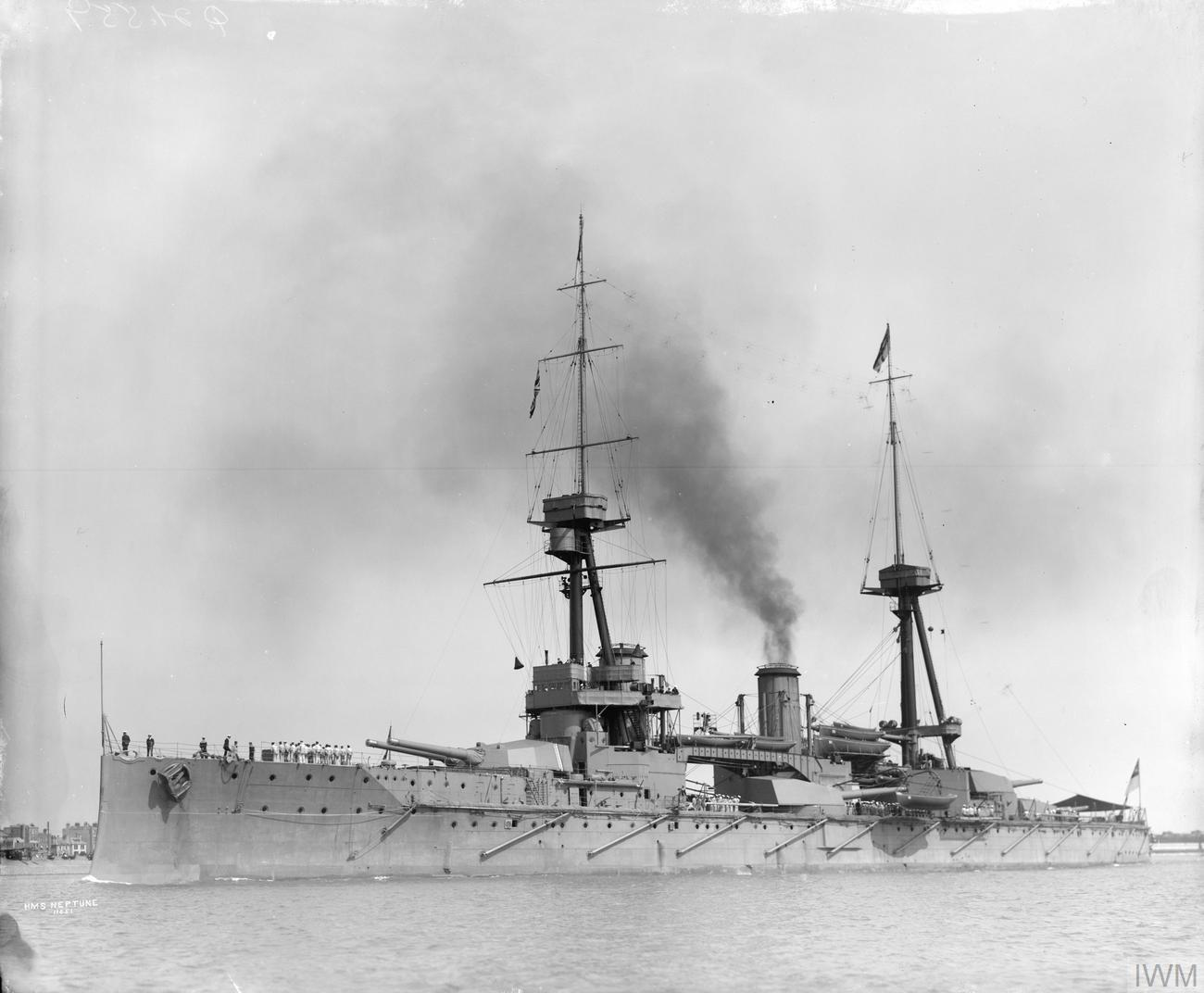
«Нептун» до Первой мировой войны

Постройка «Нептуна» была закончена 7 сентября 1910 года, и корабль был передан флоту для проведения испытаний. 9 ноября он завершил заводские испытания, а в конце осени 1910 года — и официальные испытания. После устранения замечаний 19 января 1911 года в Портсмуте дредноут был принят в состав британского флота.
Вскоре после вступления в строй «Нептун» направился на Средиземное море для испытания КДП с системой Перси Скота. Испытания закончились 11 марта 1911 года в Гибралтаре. С 25 марта линкор стал флагманским кораблем командующего флотом Метрополии и флагманом 1-й дивизии линкоров, сменив «Дредноут».
24 июня 1911 года «Нептун» участвовал в коронационном параде. Однако на параде флагманом стал до-дредноут «Лорд Нельсон». В июне — июле 1911 года линкор участвовал в объединённых учениях флотов Метрополии и Атлантического флота у юго-западного побережья Англии и Ирландии. В июле 1911 года участвовал в манёврах с Атлантическим флотом в Северном море.
7 мая 1912 года «Нептун» в Веймуте участвовал в королевском смотре 1-го и 2-го флотов Метрополии, закончившемся парадом и 4-дневными манёврами. 9 июля 1912 года прошёл парламентский смотр на Спитхедском рейде, также закончившемся ежегодными манёврами.
22 июня 1912 года линкор стал флагманом 1-й эскадры линейных кораблей, в октябре 1912 года проведя тактические учения с 1-м флотом Метрополии. С 28 января 1913 года «Нептун» уже не был флагманом главнокомандующего флота Метрополии. 10 марта 1914 года флагманом 1-й эскадры стал «Айрон Дюк», а «Нептун» — первым в линии кораблём. 15 июля 1914 года вышел из Портленда с флотом и участвовал 17—20 июля в смотре в Спитхеде. После смотра с флотом 20—25 июля провёл манёвры, вернувшись в Портленд.
29 июля 1914 года перешёл вместе с флотом в Скапа-Флоу. 11 декабря 1914 года стал на текущий ремонт. В 12:18 18 марта 1915 года при возвращении в Скапа-Флоу с тактических занятий был безуспешно атакован подлодкой «U.29» недалеко от Петленд-Ферт.
14 апреля 1915 года принял участие в манёврах линейных крейсеров. В ночь с 22 на 23 апреля 1915 года в Северном море к юго-западу от Хорнс-Рифа в густом тумане столкнулся с пароходом «Нидвел», получив небольшие повреждения борта.
31 мая 1916 года принял участие в Ютландском сражении. Шёл в составе 5-й дивизии линкоров вместе с «Колоссус», «Колингвуд» и «Сент-Винсент». После развёртывания Гран-Флита в линию стал 19-м в боевой линии. В 18:15 с дистанции 8—13 км обстреливал крейсер типа «Лютцов», заметив несколько попаданий. Между 19:08 и 19:38 уклонился от трёх торпед.
В июне 1916 года переведён в 4-ю эскадру линкоров. 19 августа 1916 года участвовал в безрезультатном выходе на операцию против немецкого флота. 12 апреля 1918 года вместе с главными силами флота перешёл в Розайт. 2 ноября 1918 года, находясь в южной линии союзных кораблей, участвовал в церемонии интернирования германского флота Открытого моря. Базируясь в Розайте 1 февраля 1919 года, выведен в резерв, а затем использовался как тендер линкора «Геркулес». Возвращён в резерв 20 мая 1920 года и в марте 1921 года внесён в список кораблей на продажу. До конца 1921 года использовался как тендер линейного крейсера «Нью Зиленд». В сентябре 1922 года продан на слом английской судостроительной компании «Хьюджес, Волков и Ко». 22 сентября 1922 года перешёл из Розайта на верфь в Блайт для разборки на металл, которая была закончена в 1923 году.

## Оценка проекта
| Модель                                              | Mark X    | Mark XI   |
| Длина ствола (калибров)                             | 45        | 50        |
| Вес орудия без замка (кг)                           | 57 708    | 66 700,4  |
| Вес снаряда (кг)                                    | 385,55    | 385,55    |
| Вес заряда (кг)                                     | 117       | 139,25    |
| Начальная скорость снаряда (м/с)                    | 869,25    | 918,051   |
| Живучесть ствола, выстрелов                         | 220       | 80        |
| Бронепробиваемость снаряда (мм) у дульного среза    | 406       | 426       |
| Скорость снаряда (м/с) на дистанции 9140 м          | 579,5     | 610       |
| Энергия снаряда (мкг) на дистанции 9140 м           | 6 587 723 | 7 299 976 |
| Бронепробиваемость снаряда (мм) на дистанции 9140 м | 259       | 284       |

«Нептун» стал первым в британском флоте линкором с линейно-возвышенным расположением башен (только для кормовой пары) и эшелонным расположением бортовых. Основным отличием от предыдущих типов стала возможность вести бортовой огонь из всех десяти орудий главного калибра. Тем не менее, практика показала, что при ведении бортовой башней огня через палубу происходит сильное разрушение палубы, и поэтому преимущество в бортовом залпе над предыдущими типами было чисто номинальным. Палубу пришлось усилить Z-образными профилями и запретить стрельбу через противоположный борт в мирное время.
Из-за опасения разрушения надстроек в носовом секторе могла стрелять только одна башня. Теоретически в кормовом секторе могли быть задействованы две башни. Однако оказалось, что кормовая возвышенная башня не может вести огонь поверх нижней из-за воздействия на её крышу дульных газов. Поэтому для кормовой возвышенной башни и бортовых были установлены специальные ограничители, предотвращающие стрельбу при угле, меньшем 5° от диаметральной плоскости. Также неудачными оказались новые 50-калиберные орудия. Бронепробиваемость выросла всего на 25 мм. Однако из-за использования британским флотом технологии проволочной намотки эти орудия были подвержены сильной вибрации при выстреле, приводившей к большому рассеиванию снарядов и малой живучести ствола.
Расположение противоминной артиллерии вместо башен в надстройке артиллерии было признано удачным. Недостаточным признавалось бронирование. Серьёзной причиной для критики было то, что, как и на предыдущих типах, при полной нагрузке пояс практически полностью скрывался под водой. Кроме того, от предыдущего типа была унаследована толщина главного пояса в 254 мм, меньшая, чем у «Дредноута». По оценкам, эта броня поражалась 280-мм снарядом немецкого «Нассау» на дистанции до 6,25 мили (≈10 км).
|                                     | «Сент Винсент»           | «Нептун»                 | «Флорида»                | «Остфрисланд»                    | «Кавати»                                            |
| ----------------------------------- | ------------------------ | ------------------------ | ------------------------ | -------------------------------- | --------------------------------------------------- |
| Год закладки                        | 1907                     | 1909                     | 1909                     | 1908                             | 1909                                                |
| Год ввода в строй                   | 1909                     | 1910                     | 1911                     | 1911                             | 1912                                                |
| Водоизмещение нормальное, т         | 19 870                   | 20 224                   | 22 174                   | 22 806                           | 21 156                                              |
| Полное, т                           | 23 400                   | 22 680                   | 23 400                   | 24 700                           | 23 266                                              |
| Тип СУ                              | ПТ                       | ПТ                       | ПТ                       | ПМ                               | ПТ                                                  |
| Мощность, л. с.                     | 24 500                   | 25 000                   | 28 000                   | 28 000                           | 25 000                                              |
| Максимальная скорость, узл.         | 21                       | 21                       | 20,75                    | 20,5                             | 20                                                  |
| Дальность, миль (на скорости, узл.) | 6900 (10)                | 6330 (10)                | 6680 (10)                | 5500 (10)                        | 2700 (18)                                           |
| Бронирование, мм                    |                          |                          |                          |                                  |                                                     |
| Пояс                                | 254                      | 254                      | 279                      | 300                              | 305                                                 |
| Палуба                              | 76                       | 45—100                   | 35—63                    | 55—80                            | 30                                                  |
| Башни                               | 279                      | 279                      | 305                      | 300                              | 280                                                 |
| Барбеты                             | 229                      | 254                      | 254                      | 300                              | 280                                                 |
| Рубка                               | 279                      | 279                      | 292                      | 300                              | 254                                                 |
| Схема размещения вооружения         |                          |                          |                          |                                  |                                                     |
| Вооружение                          | 5×2×305/50 20×1×102 3 ТА | 5×2×305/50 16×1×102 3 ТА | 5×2×305/45 16×1×127 2 ТА | 6×2×305/50 14×1×150 14×1×88 6 ТА | 2×2×305/50 4×2×305/45 10×1×152 8×1×120 12×1×76 5 ТА |